# Семёнов, Леонид Иванович (астроном)
Леонид Иванович Семёнов (1878, село Чекан, Бугульманский уезд, Самарская губерния — 1965) — астроном, директор Николаевской астрономической обсерватории.

## Биография
Родился в семье канцелярского служащего уездного земства.
В 1897 году окончил Самарское реальное училище.
В 1904—1908 годах учился на физико-математическом факультете Страсбургского университета, в котором в 1911 году защитил диссертацию и получил степень доктора естественной философии.
В 1923—1951 годах заведовал Николаевским отделением ГАО АН СССР.

## Учёные степени и звания
- Доктор естественной философии (1911)
- Доктор физико-математических наук (1935)
- Профессор (1938)